# Каганович (канонерський човен)
«Каганович» — радянський річковий канонерський човен (канонерка), облаштований на початку Великої Вітчизняної війни з мобілізованого парового колісного буксира. У серпні 1941 року канонерка відзначилася успішними діями поблизу села Трипілля, а наприкінці серпня 1941 року — арештом командира та військового комісара корабля.

## Проектування, будівництво
1932 року на заводі «Ленінська кузня» у Києві спроектовано та розпочато серійне виробництво першої радянської компаундної парової машини потужністю 400 к.с. із паророзподілювачем Ленца та з так званим ухиленим компонуванням. Це надало змогу спроектувати та розпочати будівництво серії парових колісних буксирів у рамках замовлення СБ-51. Судна мали корпус із зварених сталевих листів, просторі приміщення, каюти на одну або дві особи, душову та пральню. Головним у серії став пароплав «Смольний».
За передвоєнним мобілізаційним планом чотири таких колісних буксири треба було мобілізувати та переоблаштувати на канонерки, що за тодішньою класифікацією мали артилерію калібру більше 76 мм. Переоблаштування включало в себе посилення конструкції судна, щоб витримувати напруження від віддачі гармат, 6-мм бронювання снарядних погребів та броньову бойову рубку.

## Історія служби у складіПВФ
23 червня 1941 року «Каганович» мобілізовано та вже 10 липня повністю переоблаштовано у канонерський човен, його командиром став лейтенант запасу Підгорний І. І. 11 липня канонерка потрапляє до складу Дніпровського загону річкових кораблів (ЗРК) Пінської військової флотилії (ПВФ) для дій у районі Трипілля, Ржищів. Починаючи з 30 липня, канонерка вдало веде вогонь по ворожих цілях, за це 4 члени екіпажу були представлені до урядових нагород. Вона взаємодіяла з іншими кораблями «Димитров», «Кремль» та «Флягін».
5 серпня «Каганович» знаходилася на південному фланзі Київського укріпрайону. У цей же день корабель потрапив під бомбардування ворожих літаків, отримав пошкодження від близьких розривів авіабомб та став на кілька днів на ремонт у Києві. 15 серпня протягом однієї доби канонерка підтримує радянські стрілецькі частини біля містечка Ржищів.
22 серпня канонерки «Каганович» та «Димитров» направлено у район Прохорів на прикриття дніпровської переправи відступаючої 5-ї армії Південно-Західного фронту
Ввечері 23 серпня 1941 року передові загони німецької 111-ї піхотної дивізії, посилені самохідними установками StuG III, розбили погано організовані частини 27-го стрілецького корпусу 37-ї армії Південно-Західного фронту, що відступали за наказом, захопили міст через Дніпро біля села Окунінове та облаштували плацдарм на лівому березі Дніпра. Радянське командування з'ясувало ситуацію із втратою переправи лише вранці 24 серпня. Тоді ж були надані накази перш за все мобільним засобам — авіації та річковим кораблям — за будь-якою ціною знищити захоплений ворогом міст. Але у цій операції «Каганович» не брав участі.
Таким чином кораблі флотилії, що діяли на ділянці 5-ї армії, серед них і «Каганович», були відрізані від Києва, де знаходився штаб ПВФ. У ніч на 26 серпня радянське командування запланувало на прорив кораблів з півночі у Київ, минаючи німецький плацдарм біля Окунінове. Але екіпаж канонерського човна вважав цю операцію занадто небезпечною. Тому 8 членів екіпажу та військовий комісар канонерки дезертували з корабля, більшість з них була згодом заарештована у Києві. За це командування виключило «Кагановича» з операції по прориву до Києва та наказало заарештувати ще 4 членів екіпажу та командира човна. Новим командиром «Кагановича» було призначено молодшого лейтенанта Сутужко С. Ф. Корабель також не брав участі у другому прориві до Києва в ніч на 31 серпня. Весь останній тиждень серпня він знаходився поблизу села Навози, де надавав вогневу підтримку підрозділам 215-тої мотострілецької дивізії, що діяли на лівому березі Дніпра. Коли сухопутні війська відступили з рубежа ріки Днірпо, власний екіпаж підірвав свій корабель в ніч на 3 вересня 1941 року. 22 вересня канонерку «Каганович» виключено із списків кораблів ВМФ за наказом командуючего флотом. У 1945 році уламки корабля здано на металобрухт.